# Serie B2 (pallavolo maschile)
La Serie B2 è stata fino alla stagione 2015-16 la quarta categoria della pallavolo maschile italiana.

## Regolamento
Era un campionato nazionale al quale partecipavano 126 squadre, suddivise secondo criteri di vicinanza geografica in nove gironi da quattordici squadre ciascuno.
La Serie B2 si articolava in due fasi:
- la Regular Season, basata sulla formula del girone all'italiana con gare di andata e ritorno, che determinava le nove squadre (una per ogni girone) promosse direttamente in Serie B1, le altre diciotto formazioni ammesse alla fase successiva e le trentasei squadre (quattro per ogni girone) retrocesse in Serie C;
- i play-off promozione, che determinavano il nome delle altre tre squadre promosse in Serie B1.